# Paola Pigni
Paola Pigni, född 30 december 1945 i Milano, död 11 juni 2021 i Rom, var en italiensk friidrottare inom medeldistanslöpning.

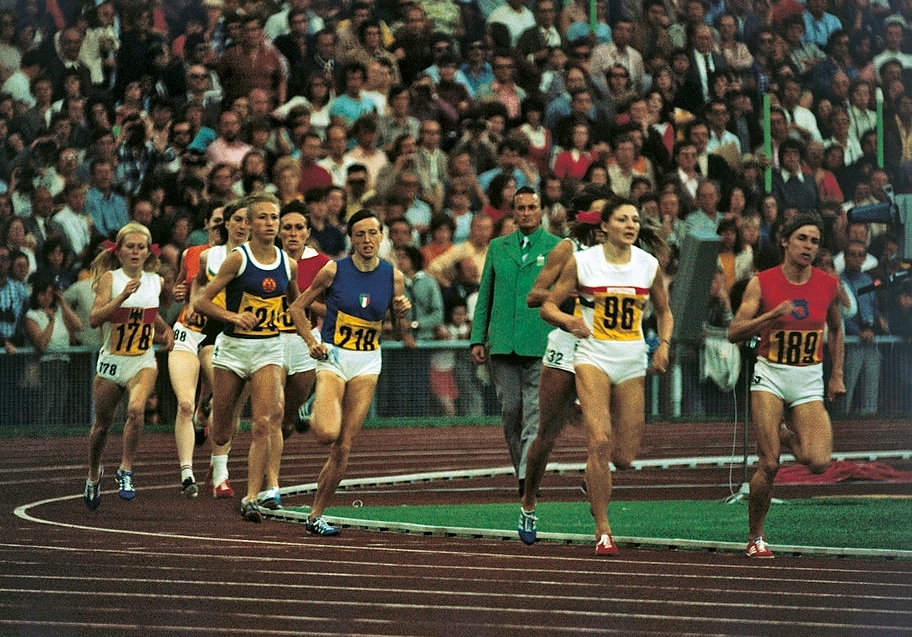
1500 metersfinalen vid OS 1972.

Hon tog OS-brons på 1 500 meter vid friidrottstävlingarna 1972 i München.